# Тульский театр кукол
Тульский государственный театр кукол — театр кукол в Туле.

## История театра
Театр основан в 1937 году. 
Свой первый театральный сезон театр кукол открыл сказкой-спектаклем по пьесе Нины Гернет и Татьяны Гуревич «Гусёнок». 
Репертуар составляют лучшие произведения мировой и русской литературы.
Театр кукол является неоднократным дипломантом и лауреатом российских и международных фестивалей.  Свои спектакли показывает в городах:
- России
- США
- Германии
- Испании
- Франции.

## Здание театра
Поначалу театр не имел своего помещения. Труппе приходилось выступать на сценах различных учреждений. В 1964 году власти города приняли решение дать театру здание, расположенное по адресу Советская улица, 62/15. Это историческое здание, известное как «Общественное здание, построенное в XVIII веке». Является памятником архитектуры.
С 2022 по 2025 год в здании была проведена масштабная реконструкция, в результате которой в театре появился малый зал, были отремонтированы мастерские, обновлены кресла и оборудование и созданы условия для посещения лиц с ограниченными возможностями здоровья. Также на втором этаже открылся музей истории театра, в экспозиции которого представлены куклы, исторические документы и фотографии.